# Botola 1 Pro 2018-2019
La Botola 1 Pro 2018-2019 è stata la 63ª edizione della massima divisione del massimo campionato marocchino di calcio.
La squadra campione in carica era l'IR Tanger. Il torneo è stato vinto dal Wydad Casablanca, giunto al 20° alloro nazionale.

## Formula
In questa stagione giocano 16 squadre per 30 giornate, per un totale di 240 partite. Le prime due classificate accedono alla CAF Champions League 2019-2020, mentre la squadra classificatasi al terzo posto accede alla Coppa della Confederazione CAF 2019-2020, quella giunta al quarto posto accede alla Champions League araba 2019 e le ultime due retrocedono nella Botola 2 Pro 2019-2020.

## Squadre partecipanti
| Squadra               | Città      | Stadio                  |
| --------------------- | ---------- | ----------------------- |
| FAR Rabat             | Rabat      | Stade Moulay Abdellah   |
| Chabab Rif Al Hoceima | Al Hoceima | Stadio Mimoun Al Arsi   |
| Difaâ El Jadidi       | El Jadida  | Stadio El Abdi          |
| FUS Rabat             | Rabat      | Stade de FUS            |
| Hassania Agadir       | Agadir     | Stade Adrar             |
| IR Tanger             | Tanger     | Grand Stade de Tanger   |
| Kawkab Marrakech      | Marrakech  | Stade de Marrakech      |
| Moghreb Tétouan       | Tétouan    | Saniat Rmel             |
| Mouloudia Oujda       | Oujda      | Stadio d'onore di Oujda |
| Olympic Safi          | Safi       | Stade El Massira        |
| Olympique Khouribga   | Khouribga  | Stadio OCP              |
| Raja Casablanca       | Casablanca | Stade Mohamed V         |
| Rapide Oued Zem       | Oued Zem   | Stade Municipal         |
| RSB Berkane           | Berkane    | Stade Municipal         |
| Wydad Casablanca      | Casablanca | Stade Mohamed V         |
| Youssoufia Berrechid  | Berrechid  | Stade Municipal         |

## Classifica
|                    | Pos. | Squadra              | Pt | G  | V  | N  | P  | GF | GS | DR  |
| ------------------ | ---- | -------------------- | -- | -- | -- | -- | -- | -- | -- | --- |
| Marocco (bandiera) | 1.   | Wydad Casablanca     | 59 | 30 | 17 | 8  | 5  | 56 | 30 | +26 |
|                    | 2.   | Raja Casablanca      | 55 | 30 | 15 | 10 | 5  | 56 | 36 | +20 |
|                    | 3.   | Hassania Agadir      | 45 | 30 | 12 | 9  | 9  | 30 | 22 | +8  |
|                    | 4.   | Olympique Safi       | 45 | 30 | 12 | 9  | 9  | 37 | 38 | −1  |
|                    | 5.   | IR Tanger            | 40 | 30 | 9  | 13 | 8  | 27 | 30 | −3  |
|                    | 6.   | Youssoufia Berrechid | 39 | 30 | 10 | 9  | 11 | 36 | 37 | −1  |
|                    | 7.   | RS Berkane           | 39 | 30 | 8  | 15 | 7  | 34 | 34 | 0   |
|                    | 8.   | Difaâ El Jadida      | 39 | 30 | 9  | 12 | 9  | 30 | 32 | −2  |
|                    | 9.   | FUS Rabat            | 38 | 30 | 8  | 14 | 8  | 25 | 25 | 0   |
|                    | 10.  | Rapide Oued Zem      | 37 | 30 | 7  | 16 | 7  | 28 | 31 | −3  |
|                    | 11.  | Ol. Khouribga        | 36 | 30 | 8  | 12 | 10 | 38 | 42 | −4  |
|                    | 12.  | Mouloudia Oujda      | 35 | 30 | 8  | 11 | 11 | 31 | 38 | −7  |
|                    | 13.  | Moghreb Tétouan      | 34 | 30 | 8  | 10 | 12 | 29 | 32 | −3  |
|                    | 14.  | FAR Rabat            | 33 | 30 | 7  | 12 | 11 | 32 | 32 | 0   |
|                    | 15.  | Kawkab Marrakech     | 30 | 30 | 7  | 9  | 14 | 34 | 40 | −6  |
|                    | 16.  | CRA                  | 27 | 30 | 6  | 9  | 15 | 27 | 51 | −24 |

Legenda:

      Campione del Marocco e ammessa alla CAF Champions League 2019-2020

      Ammessa alla CAF Champions League 2019-2020

      Ammessa alla Coppa della Confederazione CAF 2019-2020

      Retrocesse in Botola 2 2019-2020